# Southern Connecticut State University

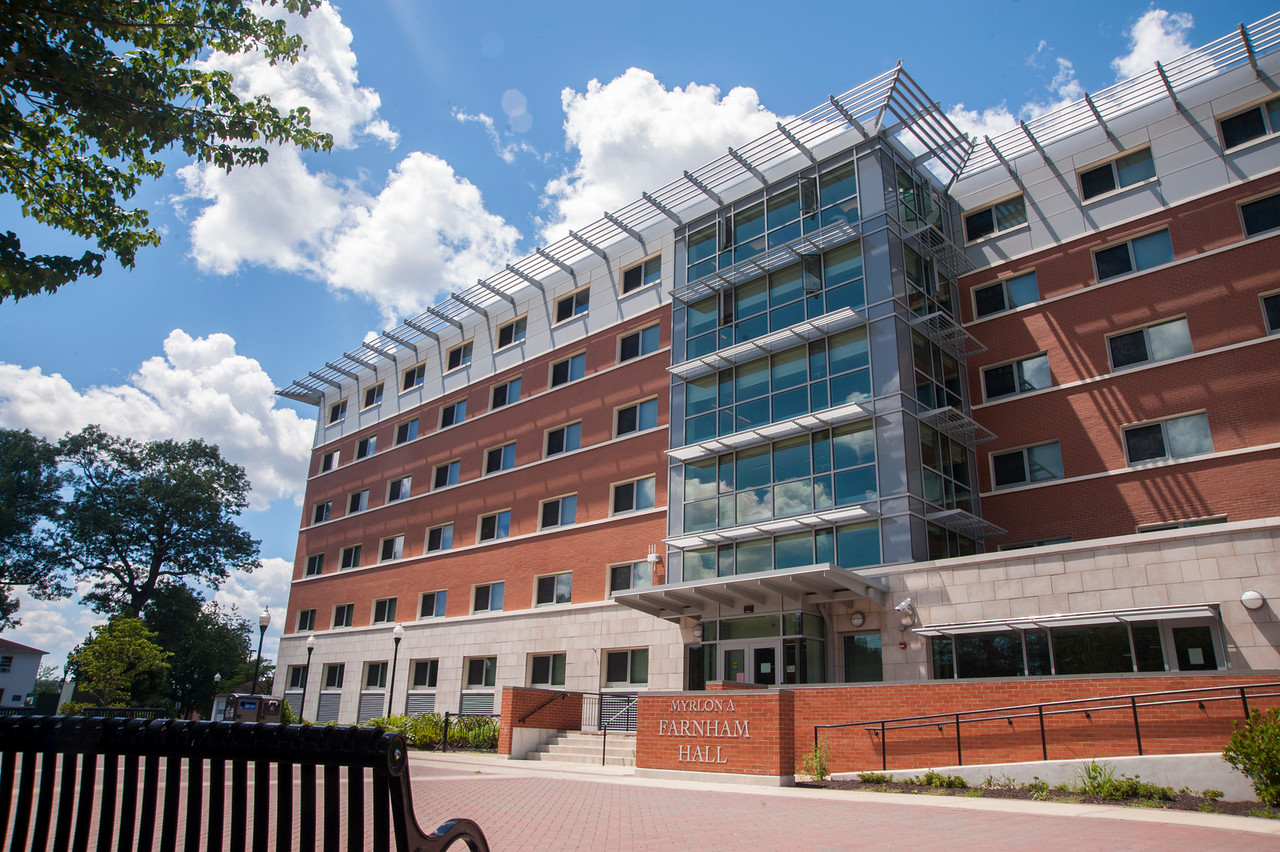
Southern Connecticut State University, Farnham Hall (2015)

Die Southern Connecticut State University ist eine staatliche Universität in New Haven im US-Bundesstaat Connecticut. Gegründet wurde sie 1893. Derzeit sind 7.000 Studenten eingeschrieben.

## Sport
Die Sportteams der Southern Connecticut State University sind die Fighting Owls. Die Hochschule ist Mitglied in der Northeast Ten Conference.

## Persönlichkeiten
Professoren
- Richard Russo (* 1949), Schriftsteller

Absolventen
- Anthony Fantano (* 1985), Webvideoproduzent und Musikkritiker